# La importància de ser franc (pel·lícula de 2002)
La importància de ser franc (títol original: The Importance of Being Earnest) és una pel·lícula d'Oliver Parker, estrenada l'any 2002, segons la peça de teatre La importància de ser franc d'Oscar Wilde. Ha estat doblada al català

## Argument
Londres als anys 1890, Jack Worthing (Colin Firth) té un secret. Porta una vida tranquil·la i respectable en el camp, on exerceix com a protector de la bella Cecily Cardew (Reese Witherspoon); però quan necessita divertir-se, s'escapa a Londres i es fa passar pel seu imaginari germà Ernest, un home tan dissolut i extravagant com el seu íntim amic 'Algy' Algernon Moncrieff (Rupert Everett). No obstant això, l'objectiu del seu últim viatge a Londres és proposar matrimoni a la cosina de Algy, Gwendolen Fairfax (Frances O'Connor). La noia accepta la proposta, però la seva mare, la temible Lady Bracknell, que té altres plans per a la seva filla, esbrina que Jack, sent un bebè, va ser trobat en una borsa abandonada en l'Estació Victoria. Algy, aprofitant la preocupant situació del seu amic, visita a Cecily. Quan es presenta com Ernest, descobreix encantat que la noia fa temps que somia amb casar-se amb el germà errant. Però, quan Jack torna amb la notícia que el seu germà ha mort, les coses comencen a complicar-se.

## Crítica
- "Té la vigència de la qual solen gaudir les obres imperibles (...) La pel·lícula manté tot el que ha de posseir una adaptació d'aquest calibre"[3]
- "La magistral peça còmica d'Oscar Wilde de 1895 ha estat reduïda d'una mordaç sàtira de la superficialitat de les classes altes a una ximple i efectista comèdia costumista."[2]

## Repartiment
- Rupert Everett: Algy
- Colin Firth: Jack
- Frances O'Connor: Gwendolen
- Reese Witherspoon: Cecily
- Judi Dench: Lady Bracknell
- Anna Massey: Miss Prism
- Edward Fox: Lane